# Julia Dietze
Julia Dietze (* 9. ledna 1981 Marseille) je německá herečka a bývalá modelka.
Jejím otcem je německý malíř Mathias Dietze. Její matka pochází z Marseille, se svými dvěma mladšími sestrami vyrůstala v Mnichově.

## Biografie
Své první zkušenosti před kamerou získala ve filmech Soloalbum, Fickende Fische a Ghetto-Kids.
První hlavní roli hrála v romantické komedii Mädchen Nr. 1.
Během studií v letech 2003-2005 na taneční škole Iwanson-Schule a působení v divadle Bayerischen Theaterakademie August Everding ztvárnila
několik menších filmových rolí například ve filmech Erkan & Stefan - Der Tod kommt krass a Oktoberfest.
V roce 2006 získala hlavní roli v komedii Hra lásky a života.
V roce 2008 si zahrála vedlejší roli v dramatu Běž o život. Zde hraje roli Pii, závislé na heroinu, která tragicky zahyne.
Tentýž rok se objevila také ve filmech Robert Zimmermann žasne nad láskou, Jeden a půl rytíře, Little Paris (zde hrála breakdancovou tanečnici Silver, která sejde na špatnou cestu a začne si vydělávat jako striptérka). Dále jsme ji mohli vidět v reklamě na McDonalds
a videoklipu k písni Bla Bla od skupiny Amos.
Asi svoji doposud nejznámější roli Renate Richter ztvárnila v roce 2012 ve sci-fi komedii Iron Sky.
Zde hraje roli nacistické důstojnice, která je pověřena vrátit se na planetu Zem, aby tam prozkoumala možnosti invaze nacistů z Měsíce, kam utekli v roce 1945 z Nového Švábska.

## Filmografie
- 2002: Ghetto Kids
- 2002: Fickende Fische
- 2003: Lili
- 2003: Mädchen Nr. 1
- 2003: Die Stimmen
- 2003: Soloalbum
- 2004: Láska v myšlenkách
- 2004: Pura Vida Ibiza
- 2005: Schwarze Erdbeeren
- 2005: Erkan & Stefan in Der Tod kommt krass
- 2006: Oktoberfest
- 2006: Cesta ke štěstí
- 2007: Ein Fall für KBBG
- 2008: Warum du schöne Augen hast
- 2008: Little Paris
- 2008: Běž o život
- 2008: Robert Zimmermann žasne nad láskou
- 2008: Jeden a půl rytíře
- 2009: Lucky Fritz
- 2011: Berlin Angels
- 2011: Dating Lanzelot
- 2011: Zimmer 205 – Traust du dich rein?
- 2012: Iron Sky
- 2012: Tim Sander goes to Hollywood
- 2012: Geisterfahrer
- 2014: Bullet
- 2014: The Dark Tenor: The Beginning
- 2015: Halbe Brüder
- 2016: Killing Frank